# Bruno Pires
Bruno Manuel Silva Pires (Redondo, 15 de mayo de 1981) es un ciclista portugués. Fue profesional desde 2002 hasta 2016.

## Palmarés
2006
- Campeonato de Portugal en Ruta

2007
- 1 etapa de la Vuelta al Alentejo
- 1 etapa del G. P. Paredes Rota dos Móveis

2008
- 1 etapa de la Vuelta al Alentejo

2010
- 1 etapa de la Vuelta al Alentejo

## Resultados en Grandes Vueltas y Campeonatos del Mundo
| Carrera         | Carrera         | 2004 | 2005 | 2006 | 2007 | 2008 | 2009 | 2010 | 2011 | 2012 | 2013 | 2014 | 2015 | 2016 |
| --------------- | --------------- | ---- | ---- | ---- | ---- | ---- | ---- | ---- | ---- | ---- | ---- | ---- | ---- | ---- |
|                 | Giro de Italia  | —    | —    | —    | —    | —    | —    | —    | Ab.  | —    | 61.º | —    | —    | —    |
|                 | Tour de Francia | —    | —    | —    | —    | —    | —    | —    | —    | —    | —    | —    | —    | —    |
|                 | Vuelta a España | —    | —    | —    | —    | —    | —    | —    | —    | 97.º | —    | —    | —    | —    |
| Mundial en Ruta | Mundial en Ruta | —    | Ab.  | —    | —    | —    | —    | —    | —    | Ab.  | —    | —    | —    | —    |

—: no participa
Ab.: abandono

## Equipos
- ASC-Vila do Conde (2002)
- Milaneza/Maia/LA (2004-2008)
  - Milaneza-Maia (2004-2005)
  - Maia Milaneza (2006)
  - LA-MSS (2007-2008)
- Barbot-Siper (2009-2010)
- Leopard Trek (2011)
- Saxo Bank/Tinkoff (2012-2015)
  - Saxo Bank-Tinkoff Bank (2012)
  - Team Saxo-Tinkoff (2013)
  - Tinkoff-Saxo (2014-2015)
- Roth-Skoda (2016)